# Lestremiinae
Lestremiinae zijn een onderfamilie uit de familie van de galmuggen (Cecidomyiidae).

## Taxonomie
De volgende geslachten zijn bij de familie ingedeeld:
- Allarete
- Allaretella
- Anarete
- Anaretella
- Buschingomyia
- Conarete
- Eomastix
- Gongromastix
- Insulestremia
- Lestremia
- Mangogrostix
- Neolestremia
- Wasmanniella